# Paloma Varga Weisz
Paloma Varga Weisz (Mannheim, 1966) es una artista contemporánea alemana conocida internacionalmente por sus esculturas y dibujos. En 2012 seis de sus dibujos fueron adquiridos y exhibidos en el Museo de Arte Moderno de Nueva York (MoMA en sus siglas en inglés). Reside y trabaja en sus obras en la ciudad alemana de Düsseldorf.

## Biografía
Es hija de Ferenc Varga (1906-1989), un pintor húngaro que vivió y trabajó principalmente en Francia y Alemania y Anna Pázman Varga, Paloma se ha caracterizado por tener un carácter único y original hacia la artesanía tradicional y la iconografía.

Empezó su carrera como talladora de madera entre 1987 y 1990 en Garmisch-Partenkirchen, un poco más adelante, desde 1990 hasta 1998 estudió en la Academia de Bellas Artes de Düsseldorf (Staatliche Kunstakademie Düsseldorf en alemán) con el escultor británico Tony Cragg y el artista alemán Gerhard Merz. Su práctica multifacética incluye esculturas e instalaciones principalmente realizadas en madera y cerámica, así como acuarelas y dibujos. La escritora Angela Stief, opina sobre sus obras:
"La obra escultórica de Paloma Varga Weisz, está caracterizada por referencias obvias hacia la iconografía y la artesanía tradicional, une lo histórico con una práctica artística contemporánea que rara vez revelan su raíces genealógicas". 

## Premios y becas
- 2000/2001: Bremerhavenstipendium, Bremerhaven
- 2007: Marianne-Werefkin-Preis, Berlín
- 2017: Premio Holbach, Stiftung zur Förderung der Kunst in der Pfalz

## Exposiciones individuales y colectivas (selección)
- 2019:

Bumped Body, Bonnefanten Museum, Maastricht, Países Bajos; Fundación Henry Moore, Leeds, UK (individual)
Homo Faber: Craft in Contemporary Sculpture, Asia Culture Center, Gwangju, South Korea (grupal)
Mask: In Present Day Art, Aargauer Kunsthaus, Aarau, Switzerland  (grupal)
Animalesque / Art Across Species and Beings, Bildmuseet, Umea, Sweden  (grupal)
The Enigma of the Hour - 100 Years of Psychoanalytic Thought, Freud Museum, London  (grupal)
The Palace at 4 a.am, NEON Foundation, Archeological Museum, Mykonos  (grupal)
A cool Breeze, Galerie Rudolfinum, Prague (grupal)
Wundergestalt, Gladstone 64, New York (solo)
- 2018:

Wild Bunch, Sadie Coles HQ, London (solo)
Topologies, curated by Mika Yoshitake, THE WAREHOUSE, Dallas (grupal)
Parcours, Art Basel, Basel (grupal)
Von fremden Ländern in eigenen Städten, Düsseldorf Central Station, MAP Markus Ambach Projekte, Düsseldorf  (grupal)
[IM]MATERIELL. Über das Geistige im Stofflichen, Galerie Altes Feuerhaus, Städtische Galerie Bad Reichenhall, Bad Reichenhall  (grupal)
Nudes, Sadie Coles HQ, London (grupal)
ISelf Collection - Bumped Bodies, Whitechapel Gallery, London  (grupal)
The Beautiful Escape, CFHILL, Stockholm  (grupal)
A MIND OF WINTER, curated by Giorgio Pace and Rita Selvaggio, Fundaziun de Planta Samedan, Samedan  (grupal)
- 2017:

At Sea. Works from the Kunsthalle Bremerhaven Collection, Städtische Galerie Delmenhorst, Delmenhorst  (grupal)
Galeria Pedro Cera, Lisbon (solo)
ISelf Collection: The End of Love, Whitechapel Gallery, London (catálogo)
Dreamers Awake, curated by Susanna Greeves, White Cube, London  (grupal)
Luther and the Avantgarde, Altes Gefängnis, Wittenberg  (grupal)
'Skulpturenhalle, Thomas Schütte Foundation, Neuss/Holzheim (solo)
Lucas Cranach the Elder, Museum Kunstpalast, Düsseldorf  (grupal)
- 2016:

Revolt of the Sage, Blain Southern, London
Behind the Curtain. Concealment and Revelation since the Renaissance. From Titian to Christo, Museum Kunstpalast, Düsseldorf (grupal)
NO MAN’S LAND: Women Artists from the Rubell Family Collection, National Museum of Women in the Art, Washington (grupal)
Cloud and Crystal – Jackson Pollock Meets Bruce Nauman, Kunstsammlung Nordrhein-Westfalen, Düsseldorf  (grupal)
The Summer Exhibition, Royal Academy of Arts, London  (grupal)
With a touch of pink, with a bit of violet, with a hint of green – Dorothee Fischer in memoriam, Galerie Konrad Fischer, Düsseldorf (grupal)
The Distance of a Day – New in Contemporary Art, The Israel Museum, Jerusalem  (grupal)
Sulta Croce – Giubileo 2016, Collezione Giancarlo e Danna Olgiati, Lugano  (grupal)
Ceramix. Ceramic art from Gauguin to Schütte, Bonnefantenmuseum, Maastricht; La Maison Rouge, Paris; Sèvres - Cité de la céramique  (grupal)
- 2015:

NO MAN’S LAND: Women Artists from the Rubell Family Collection, Rubell Family Collection/Contemporary Arts Foundation, Miami (grupal)
Root of a Dream, Castello di Rivoli, Turin (solo)
The Problem of God, Kunstsammlung Nordrhein-Westfalen, Düsseldorf (group) Bois Dormant, Gladstone Gallery, Brüssel (solo)
- 2014:

The Human Factor: The Figure in Contemporary Sculpture, Hayward Gallery, Southbank Centre, London  (grupal)
Sadie Coles HQ, London (solo)
- 2013:

Paloma Varga Weisz, Douglas Hyde Gallery, Dublin (solo)
Die Bildhauer. Kunstakademie Düsseldorf, 1945 bis heute, Kunstsammlung Nordrhein-Westfalen, Düsseldorf  (grupal)
- 2012:

Alone Together, Rubell Family Collection, Miami  (grupal)
Prima Materia, Gladstone Gallery, Brüssel (grupal)
'Sadie Coles HQ, London (solo)
Exquisite Corpses: Drawing and Disfiguration, Museum of Modern Art, New York  (grupal)
- 2011:

mémoires du futur – la collection Olbricht, La Maison Rouge, Paris  (grupal)
Folkstone Triennial, Folkstone  (grupal)
- 2010:

Neues Rheinland, Museum Morsbroich, Leverkusen  (grupal)
Lebenslust und Totentanz, Kunsthalle Krems  (grupal)
Silent Revolution – Sammlungspräsentation, Kunstsammlung NRW, Düsseldorf  (grupal)
- 2009:

Sommer Contemporary Art, Tel Aviv (solo)
- 2008:

The Gilded Age, Kunsthalle Wien (solo)
Gladstone Gallery, New York (solo)
- 2007:

Sadie Coles HQ, London (solo)
Makers and Modelers, Gladstone Gallery, New York (grupal)
- 2006:

Of Mice and Men, Berlin Biennale (group)
Douglas Hyde Gallery, Dublin (solo)
Recent Acquisitions in Contemporary Art, The Israel Museum, Jerusalem  (grupal)
- 2005:

Always a Little Further, Biennale di Venezia (group)
Sammlung 2005, Neupräsentation Kunstsammlung im K21, Düsseldorf  (grupal)
- 2004:

Museum Kurhaus Kleve (solo)
- 2003:

Not Afraid, Rubell Family Collection, Miami  (grupal)
- 2002:

Big Trip, Konrad Fischer Galerie, Düsseldorf (solo)
- 2001:

Kabinett für aktuelle Kunst, Bremerhaven (solo)
Kunstverein Bremerhaven (solo)